# Pierre Cochet
Pierre Cochet, né le 14 septembre 1858 à Suisnes et mort le 6 septembre 1911 à Suisnes, est un rhodologue, rosiériste, et horticulteur français qui prit la suite de son père Scipion Cochet à la tête de l'entreprise familiale et du Journal des roses. Il est l'auteur avec Léon Simon de la Nomenclature de tous les noms de roses.

## Biographie
Il poursuit ses études à l'école de sa commune puis au collège de Melun. Il seconde son père à partir de 1876. L'année suivante, lorsque son père fonde le Journal des roses avec Camille Bernardin, il en est le secrétaire de rédaction, puis le rédacteur en chef à partir de 1881 (il signe souvent « Pierre du Plouy » du nom de la propriété familiale). Il succède à son père après sa mort en 1896 et devient le seul propriétaire de la revue en 1905.
Il met au commerce avec son père un grand nombre de plantes et surtout des roses dont il crée plusieurs variétés reconnues dans de nombreuses expositions (huit de 1897 à 1910 dont en 1898 'Ernest Morel', hybride remontant, est la plus connue). Il est lui-même membre de jurys en France, à Saint-Pétersbourg, en Belgique et aux Pays-Bas et de diverses sociétés d'horticulture et vice-président de la Société française des rosiéristes. Il est l'auteur avec Léon Simon de la Nomenclature de tous les noms de roses, publiée en 1899 et rééditée en 1906, et collabore à l'ouvrage de  référence, Les Plus Belles Roses du début du XXe siècle, édité en 1912 par Charles Amat, et dont il ne verra donc pas la publication.
Il était chevalier du Mérite agricole.
Ses obsèques sont célébrées dans la chapelle de sa propriété (Le Plouy) de Suisnes, la chapelle Notre-Dame-des-Roses, en présence de notabilités.
Il laisse une veuve sans postérité, Aimée, qui vend le Journal des roses en janvier 1912 au cousin et beau-frère de son mari, Charles Cochet-Cochet, pépiniériste à Coubert et époux de Clara Cochet.

## Distinctions
- Chevalier de l'ordre du Mérite agricole